# Amfreville, Calvados
Amfreville är en kommun i departementet Calvados i regionen Normandie i norra Frankrike. Kommunen ligger i kantonen Cabourg som ligger i arrondissementet Caen. År 2022 hade Amfreville 1 373 invånare.

## Befolkningsutveckling
Antalet invånare i kommunen Amfreville
Referens: INSEE